# Йосип Аладрович
Йосип Аладрович (хорв. Josip Aladrović, нар. 10 травня 1985, Пожега) — хорватський політик, економіст, міністр праці та пенсійної системи в уряді Андрея Пленковича.

## Життєпис
Народився у славонському місті Пожега. 2004 року в рідному місті закінчив середню школу, 2009 р. — економічний факультет Загребського університету, а в лютому 2014 р. на цьому ж факультеті — аспірантуру за напрямом «лідерство». З травня 2009 р. працював у найбільшій хорватській страховій компанії «Croatia osiguranje», де з 2016 р. обійняв посаду регіонального директора з обслуговування корпоративних клієнтів. Із квітня 2017 по липень 2019 працював директором Хорватського управління пенсійного страхування в Загребі..
Як член ХДС із квітня 2018 р. був головою фінансового комітету партії. У липні 2019 р. в ході реорганізації уряду став міністром праці та пенсійної системи в кабінеті Андрея Пленковича.
Одружений, має одну дитину.
Володіє англійською та пасивно німецькою мовами.